# Brighton B-52's
I Brighton B-52's sono stati una squadra di football americano, di Brighton, in Inghilterra; fondati nel 1984, nel 1996 si sono fusi coi Sussex Raiders per formare i Sussex Thunder.

## Dettaglio stagioni

### Amichevoli
| Stagione | Vin | Par | Per | Tot | PF | PS  | avversaria       |
| -------- | --- | --- | --- | --- | -- | --- | ---------------- |
| 1985     | 0   | 0   | 1   | 1   | 0  | 76  | CCSF Rams        |
| 1986     | 0   | 0   | 1   | 1   | 6  | 77  | CCSF Rams        |
| 1988     | 1   | 0   | 0   | 1   | 22 | 6   | Australia        |
| 1990     | 0   | 0   | 1   | 1   | 12 | 22  | Stati Uniti      |
| 1991     | 1   | 0   | 0   | 1   | 18 | 12  | Unione Sovietica |
| Totale   | 2   | 0   | 3   | 5   | 58 | 193 |                  |

### Tornei

#### Tornei nazionali

##### Campionato

###### Tabella 1984
| Stagione | regular season | regular season | regular season | regular season | regular season | regular season | playoff | playoff | playoff | playoff | playoff | playoff   | playoff    |
|          | Vin            | Par            | Per            | Tot            | PF             | PS             | Vin     | Per     | Tot     | PF      | PS      | risultato | avversaria |
| -------- | -------------- | -------------- | -------------- | -------------- | -------------- | -------------- | ------- | ------- | ------- | ------- | ------- | --------- | ---------- |
| 1984     | 5              | 0              | 0              | 5              | ?              | ?              | -       | -       | -       | -       | -       | -         | -          |
| Totale   | 5              | 0              | 0              | 5              | ?              | ?              | -       | -       | -       | -       | -       |           |            |

Fonti: Enciclopedia del Football - A cura di Roberto Mezzetti